# Paraittys
Paraittys is een geslacht van vliesvleugeligen uit de familie Trichogrammatidae. De wetenschappelijke naam van dit geslacht is voor het eerst geldig gepubliceerd in 1972 door Viggiani.

## Soorten
Het geslacht Paraittys is monotypisch en omvat slechts de volgende soort:
- Paraittys latipennis Viggiani, 1972